# Batu Empang
Batu Empang is een bestuurslaag in het regentschap Sarolangun van de provincie Jambi, Indonesië. Batu Empang telt 544 inwoners (volkstelling 2010).